# Thuggee

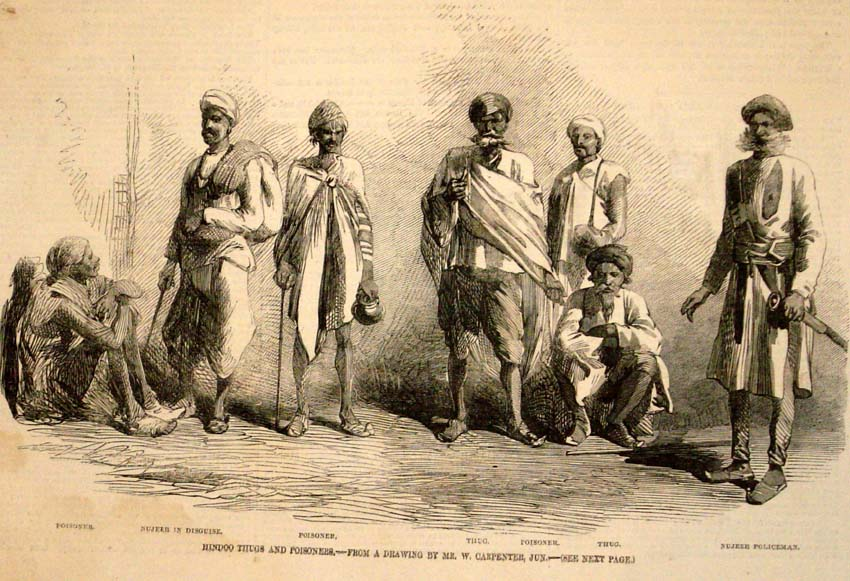
Thugs met gevangenen in 1857

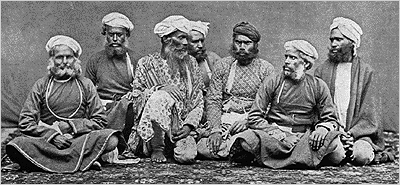
Groep thugs in 1894

Thuggee (van Sanskriet sthag, verhulling) is de naam die gegeven wordt aan het beroven en vermoorden van reizigers in de negentiende eeuw in het Indisch subcontinent door thugs, leden van een vermeende geheime religieuze sekte. Veel historici trekken het bestaan hiervan echter in twijfel en beschrijven het thuggee-concept als een uitvinding van het Britse koloniale regime.

## Geschiedenis
Er zijn aanwijzingen dat deze genootschappen al in de 7e eeuw bestonden, maar de eerste schriftelijke bron die het woord thug vermeldt, dateert uit de 13e eeuw, alhoewel het niet duidelijk is of die vermelding refereert aan roofmoordenaars. Historicus Mike Dash stelt het bestaan van de thuggee sinds de 13e eeuw ter discussie.
Het netwerk werd in de eerste helft van de 19e eeuw opgerold door de ambtenaar van de Britse Oost-Indische Compagnie, William Sleeman. Hij slaagde hierin met name door goede inlichtingen die hij en zijn team verkregen van gevangen thugs, die bereid waren te getuigen tegen hun voormalige collega's in ruil voor strafvermindering.
Door Sleeman werd het idee populair dat de thugs een pan-Indisch geheim netwerk vormden. Waarschijnlijk betrof het echter verschillende vormen van georganiseerde en ongeorganiseerde misdaad. Het idee van een geheim netwerk sloeg echter wel aan bij de nodige Britse koloniale bestuurders die de bendes als kasten zagen. Deze vorm van oriëntalistiek zag heel India als beheerst door vele geheime organisaties en zo konden mensen veroordeeld worden op grond van hun afkomst en niet op basis van hun daden. In 1871 culmineerde dit in de Criminal Tribes and Castes Act, waarbij hele stammen en kasten als crimineel werden bestempeld.
Heden ten dage wordt de term "thug" nog steeds gebruikt in het Engels om een gewelddadig, misdadig of onsympathiek persoon mee aan te duiden.

## Werkwijze
Ze deden zich voor als reizigers en probeerden samen te reizen met hun toekomstige slachtoffers om hen dan op een gunstig tijdstip te vermoorden en vervolgens te beroven. De roofmoorden werden meestal gepleegd door middel van wurging. Er waren minimaal twee thugs nodig om één reiziger veilig te vermoorden. Het kwam nogal eens voor dat het beroep van vader op zoon overging. Zowel hindoe- als moslim-thugs deden over het algemeen aan een cultus gewijd aan de hindoe-godin Kali. Ze geloofden in specifieke bijgelovige voortekenen en hadden specifieke rituelen. De verschillende groepen thugs herkenden elkaar door een soort Bargoens, bestaande uit bepaalde uitdrukkingen en woorden. Zij namen uitvoerige maatregelen om ontdekking te voorkomen, zoals het vermijden van het dragen van wapens (afgezien van een onschuldig ogende wurgdoek), het vermoorden van slachtoffers die lange reizen maakten en ver van huis waren, het verbranden van kleren van hun slachtoffers, maken van muziek tijdens de moorden en het naakt begraven van de lijken om herkenning te voorkomen.
De Britse historicus Mike Dash verwerpt de nadruk die de koloniale geschiedschrijving legde op een godsdienstige motivatie voor de roofmoorden en beweert daarentegen dat geldelijk gewin de hoofdreden was. Hij verwerpt echter scepsis over het bestaan van het netwerk van misdadigers met een werkmethode die duidelijk onderscheiden kan worden van andere rovers. Dash verwijst als bewijs naar de opgegraven lijken waarvan de geheime begraafplaatsen onthuld werden door informanten van de thuggee en het grondige, goed gedocumenteerde onderzoek door de Sleemans team van ambtenaren.